# Bicrouania
Bicrouania — рід грибів родини Melanommataceae. Назва вперше опублікована 1990 року.

## Класифікація
До роду Bicrouania відносять 1 вид:
- Bicrouania maritima